# Laska Winter
Laska Winter (28 de agosto de 1905 – 8 de agosto de 1980) fue una actriz de cine estadounidense que trabajó durante la era del cine mudo y principios del cine sonoro. También era conocida como Winter Blossom.

## Filmogrfia
- What Ho, the Cook (1921)
- The Thief of Bagdad (1924)
- The Marriage Cheat (1924)
- Justice of the Far North (1925)
- Tides of Passion (1925)
- Shipwrecked (1926)
- Rocking Moon (1926)
- The Tender Hour (1927)
- The Night of Love (1927)
- The Satin Woman (1927)
- Fashion Madness (1928)
- The Rescue (1929)
- Seven Footprints to Satan (1929)
- The Mysterious Dr. Fu Manchu (1929)
- Frozen Justice (1929)
- Chinatown After Dark (1931)
- The Rainbow Trail (1932)
- The Painted Woman (1932)